# یشیل‌باغچه (جیحان)
یشیل‌باغچه (به ترکی استانبولی: Yeşilbahçe) یک منطقهٔ مسکونی در ترکیه است که در جیحان واقع شده‌است.